# Politeama Siracusa
Il Politeama "Siracusa" è un teatro privato di Reggio Calabria, il più antico tra i pochi (e prestigiosi) esistenti in città. È il primo cine-teatro della ricostruzione post sisma del 1908. Fino al 2009 è stato gestito dall'A.R.Di.S. (Agenzia Regionale per il Diritto allo Studio) per conto dell'Università degli Studi "Mediterranea" di Reggio Calabria, con una programmazione di stagioni di prosa, musica jazz e retrospettive cinematografiche di qualità, molto apprezzata dal pubblico reggino (anche giovanile), accanto alle consuete rassegne universitarie sperimentali di Mediterranea Teatro - Laboratorio "Le Nozze", dirette da Renato Nicolini e Marilù Prati.
Dal 2010 è dato in locazione alla Regione Calabria, la quale lo ha affidato in gestione nel 2011 (tramite bando pubblico di gara) alla nascente associazione temporanea di scopo (ATS) costituita dalla Fondazione "Horcynus Orca" (capofila), l'Università degli Studi "Mediterranea" di Reggio Calabria ed Alta Marea s.c.s.. L'A.T.S. (nuovo ente gestore ufficiale del politeama) è affiancata da un vasto partenariato di associazioni culturali e operatori del settore, fortemente radicati nel territorio, che a vario titolo e competenza hanno aderito al progetto di gestione, promuovendolo e sostenendolo. Dal 2017 non viene più utilizzato per attività teatrali e viene dato in gestione ad una nota catena di abbigliamento. Successivamente dal 2020 il locale viene sfruttato per il franchising del noto fast food Burger King.

## Storia
Il Cinema Teatro "Siracusa" con annesso il Gran Caffè "Siracusa", progettato nel 1921 in stile liberty dagli ingegneri Barbaro e Canova, impreziosito con alcuni bassorilievi dello scultore reggino Ezio Roscitano, venne realizzato nell'area dove, prima del sisma del 1908, iniziava il percorso tortuoso della Salita Santa Lucia.
All'incrocio tra il Corso Garibaldi e la via 2 settembre si apriva, ad angolo tondo, una porta girevole che consentiva l'ingresso al caffè, da dove si poteva accedere al Politeama, che si affaccia sul Corso con diversi ingressi.
Prospiciente il Politeama, proprio dove oggi sorge la cassa di risparmio, era stato realizzato un piccolo chalet, limitato dal cortile dell'Istituto Magistrale da una parete coperta di vegetazione, che faceva da sfondo al palchetto della musica e conferiva un aspetto suggestivo a tutto il giardinetto ombreggiato da un pergolato di glicini.
Sul Corso, una ringhiera in ferro ornata di fiori, piuttosto bassa e munita di cancello, delimitava il marciapiedi dove tanta gente aveva l'abitudine di sostare per ascoltare la musica eseguita dal maestro Nino Battaglia e dalla brava violinista soprannominata "Sci Sciò".
I tavolini erano sempre occupati dallo stesso gruppo di "Viveurs" e di personaggi in vista con idee molto aperte ed inclini a quelle piacevolezze che la vita offriva e che loro non si facevano sfuggire. In città il Caffè-Cinema Siracusa fece sempre parlare di sé non solo per i bohémiens che lo frequentavano, ma anche per i tradizionali veglioni di Carnevale e di San Silvestro, per le celebrazioni di ricorrenze fasciste, per la conferenze di illustri personaggi della cultura del tempo e per le famose compagnie teatrali che calcavano le sue scene, tra i quali:
- Angelo Musco
- Ruggero Ruggeri
- Achille Maieroni
- Gualtiero Turniati
- Memo Bernassi
- Macario
- Wanda Osiris

Il Politeama Siracusa venne inaugurato il 22 dicembre 1922 con la messa in scena dell'opera Otello.

## Descrizione architettonica
I prospetti presentano un ritmo articolato ricco di elementi innovativi: sul basamento inferiore si appoggiano le paraste che terminano sui capitelli decorati con elementi floreali, che si fermano sulla linea mediana delle aperture e proseguono con elementi a rilievo anch'essi decorati. Al piano superiore i balconi si susseguono seguendo un preciso ritmo di pieni e vuoti; sulla porzione del prospetto del teatro si presentano come tre aperture rettangolari arretrate, mentre gli elementi verticali sono avanzati e il balcone ha un'apertura tripartita ad arco. La pensilina dell'ingresso del teatro è realizzata in ferro battuto anche questa con decori floreali. Le balaustre dei balconi, in struttura cementizia, sono particolarmente pregevoli nelle decorazioni che alternano forme geometriche e motivi floreali. La stessa decorazione la ritroviamo anche sulla balconata dell'angolo curvo dove è possibile ammirare le decorazioni floreali che sormontano gli architravi delle aperture rettangolari.
All'interno del teatro è possibile ancora oggi ammirare raffinate decorazioni floreali.